# Kishangarh Renwal
Kishangarh Renwal é uma cidade e um município no distrito de Jaipur, no estado indiano de Rajastão.

## Demografia
Segundo o censo de 2001, Kishangarh Renwal tinha uma população de 27,563 habitantes. Os indivíduos do sexo masculino constituem 52% da população e os do sexo feminino 48%. Kishangarh Renwal tem uma taxa de literacia de 59%, inferior à média nacional de 59.5%: a literacia no sexo masculino é de 72% e no sexo feminino é de 46%. Em Kishangarh Renwal, 17% da população está abaixo dos 6 anos de idade.